# William Vivanco
William Vivanco (Santiago de Cuba, 1975) es un músico cubano, miembro de la más reciente generación de la nueva trova criolla. Cantante y compositor de una música fresca, joven, llena de vida, mezcla de ritmos muy variados como el reggae, la bossa nova, el blues y el rap, los cuales une para crear una melodía que atrapa al oyente.
Todos sus discos sobresalen por ser originales y enérgicos, en sus letras osadas, poéticas y rebeldes podemos encontrar crónicas de su tiempo, sus raíces, su país, su gente, sus costumbres y todo lo que lo hace cubano.
Este cantautor ha venido para quedarse, convirtiéndose en figura clave de la música cubana del nuevo siglo. Entre sus temas más conocidos están temas “Barrio barroco”, ”Cimarrón”, “Lo tengo tó pensao”, “Negra sálvame” y “Por todos los caminos”, “Café”.
Ha grabado dos discos, y además, participó en la grabación de un CD donde se unieron varios cantautores de la trova cubana llamado Trov@nónima.cu.
Participa en clausuras de festivales internacionales, como el del Nuevo Cine Latinoamericano y es conocido por interactuar de manera amena con el público.

## Discografía
Título: Lo tengo tó pensao.
Género: Fusión.
Año:2002.
Temas:
1.Rotaburla
2.Mejorana
3.Tan musical
4.Cimarrón
5. El loco del tranvía
6.Sin retorno
7.Suicida
8.Negra Sálvame
9.Chula (con Telmari)
10.Como un tango gris
11.Nos pasamos flaca
12.Sola
13.Barrio barroco
14.Café
Título: La isla milagrosa.
Género: Fusión.
Año: 2006.
Se encuentran temas como La isla Milagrosa, Cuando vuelvo y La Habana quiere alegrón.